# Exército Real francês
O Exército Real francês foi a força terrestre militar, basicamente um exército. Ele serviu aos reis da Dinastia dos Borbouns. o fundador foi o Rei da França Luís XIV e o último Rei foi Carlos X. O exército foi extinto em 1792 durante a Revolução Francesa e a Primeira República Francesa e até 1814 durante o Primeiro Império Francês sob o governo do Imperador Napoleão. O exército foi restabelecido por um ano mais foi extinto pelo retorno de Napoleão Bonaparte durante o Governo dos Cem Dias em 1815. Após o Governo dos Cem Dias Napoleão foi enviado para o exílio em Santa Helena (território) e então foi restabelecido novamente o exército. O exército parou de servir a Casa de Bourbon quando Carlos X foi derrubado em 1830 pela Revolução de Julho.

## História

### O exército comandado porLuís XIV

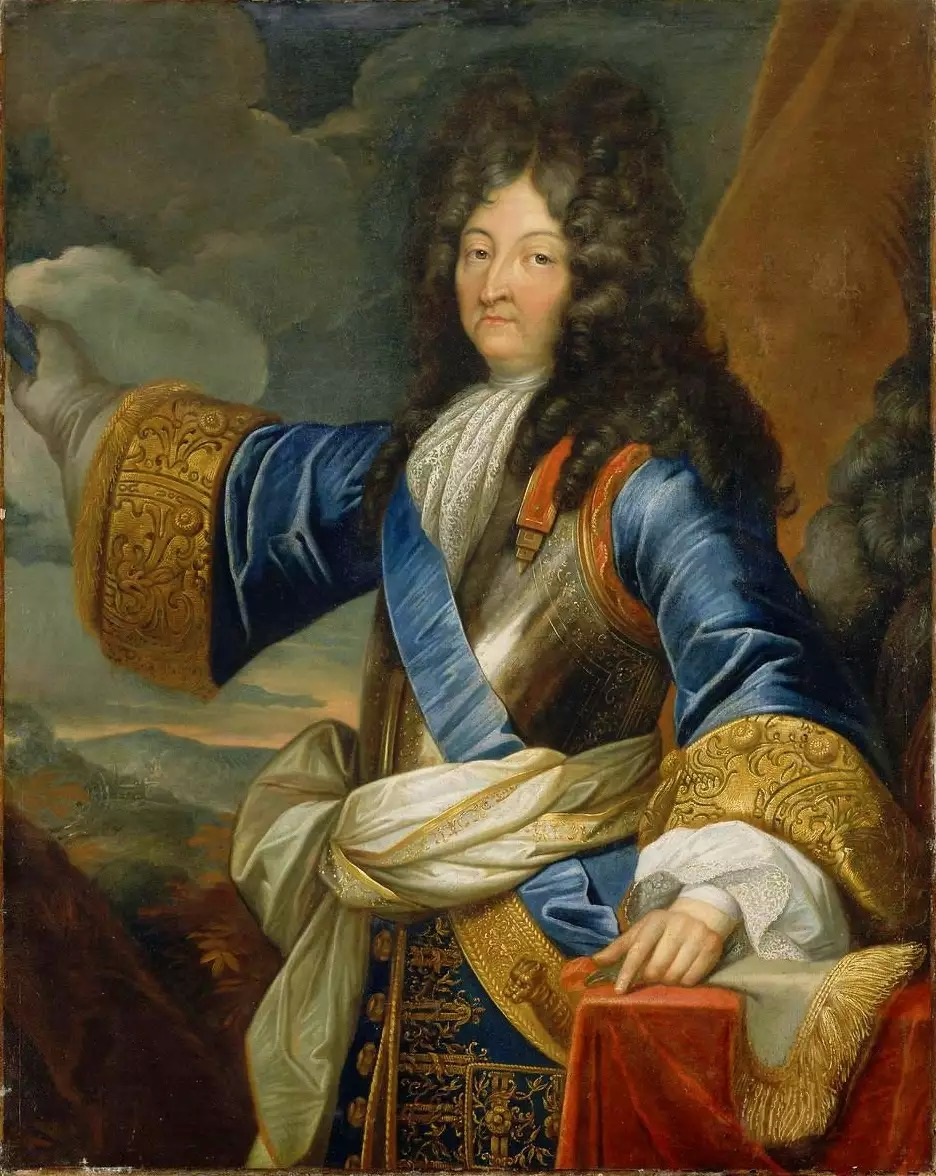
Luís XIV

O Exército Real Francês sob o comando do Rei da França Luís XIV é considerado por muitos historiadores como o mais poderoso da época. Em 1643 Luís XIII, o pai de Luís XIV, morre e sua esposa Ana da Áustria que era rainha foi nomeada regente. Então ela e o ministro-chefe Cardeal Mazarin mandou prender todos os opositores da legislação. Deste modo aumentando o espaço entre a nobreza e a burguesia. Quando a Guerra dos Trinta Anos se iniciou. Na guerra o Reino da França se uniu com outras nações Católicas Europeias. A França entrou contra as Nações protestantes da época. Então aconteceu uma inesperada Guerra Civil entre Católicos e protestantes, inicialmente o Cardeal Marazin foi então obrigado a fugir. Em 1652 Luís XIV atingiu a maioridade, a Guerra Civil acabou e Marizin retornou a França e nomeado em seguida novamente o ministro-chefe. Os líderes da facção política antimazarin, entre eles o Príncipe de Condé, foi então forçado a fugir para a Espanha, que imediatamente entrou em Guerra contra a França junto ao seu mais novo aliado político e militar, a Inglaterra na época sob o comando de Oliver Crowmel. O Marechal Turenne comandou o exército Anglo-Irlandês derrotou os espanhóis em Flanders, atual província da Espanha.Luís se casou com a princesa espanhola Maria Teresa. Luís afirmou que iria fazer da Holanda espanhola o dote, seria para iniciar uma sangrenta Guerra conhecida com Guerra de Devolução. O Marechal Turenne e o Príncipe de Condé que haviam perdoado e permitido o retorno a França. As tropas francesas apreenderam várias riquezas e territórios dos Países Baixos espanhóis. Mas então a Inglaterra, Suécia e Holanda foram obrigada a agir, prensando a França na parede para devolverem os territórios conquistado e certas cidades fortificadas. Desde os anos de 1672 e 1678, o Reino da França estava presente na Guerra Franco-Holandesa, mais uma vez com o apoio político e militar da Inglaterra. Na época sob o reinado do Rei Carlos. A guerra não foi boa para a França e a Inglaterra, logo após 1674, não continuou a dar tamanha atenção a esta Guerra. No final, toda a Campanha favoreceu a Holanda. Entretanto, os franceses ganharam amplos territórios da região de French-Comté.
Grandes engenheiros da época construíram poderosas fortificações e armas de Guerras durante o Reinado de Luís XIV. Por exemplo Vauban, considerado até hoje um dos maiores engenheiros militares da época. Ele melhorou fortalezas especialmente na região de Flandres. No ano de 1688 o Rei católico da Inglaterra James II foi deposto por William Orange. Antes de se tornar Rei da Inglaterra, William era um príncipe holandês e um antigo inimigo político de Luís. James então se exilou na França fugindo das tropas Inglesas apoiadoras de William. Na França, James planejou um ataque à Irlanda no ano de 1690. O resultado da deposição de James foi a invasão da Alemanha na Guerra dos Nove Anos, que eclodiu no ano de 1689 entre o Reino da França e os outros pequenos estados da Europa. De um lado estava a Liga de Augsburg junto à Inglaterra, ao Sacro Império Romano-Germânico e à República das Sete Províncias Unidas dos Países Baixos, entre outros. A Guerra terminou sem grandes ganhadores ou perdedores territoriais. E então as duas alianças estavam voltando à guerra em 1701. As tropas britânicos na época estavam sob o comando de John Churchill, 1.° Duque de Marlborough sob a ajuda das tropas do Sacro Império Romano-Germânico sob o comando do príncipe Eugénio de Saboia, tiveram grandes vitórias em sobre as tropas francesas em Blenheim, Ramillies e Oudenarde. Na Espanha a sucessão ao trono real quase sempre resultava em guerra. Inicialmente as tropas espanholas foram derrotadas e então a França ocupou o território de Gibraltar. Mas logo após a Batalha de Malplaquet em 1709, a reputação pública e política de Eugénio de Saboia estava manchada, após as fofocas dentre os políticos britânicos (União entre a Escócia e a Inglaterra), então ele foi retirado do cargo de comando. A guerra terminou num impasse e resultou num tratado em 1714, que favoreceu por muito tempo a França.

### Exército sob o comando deLuís XV

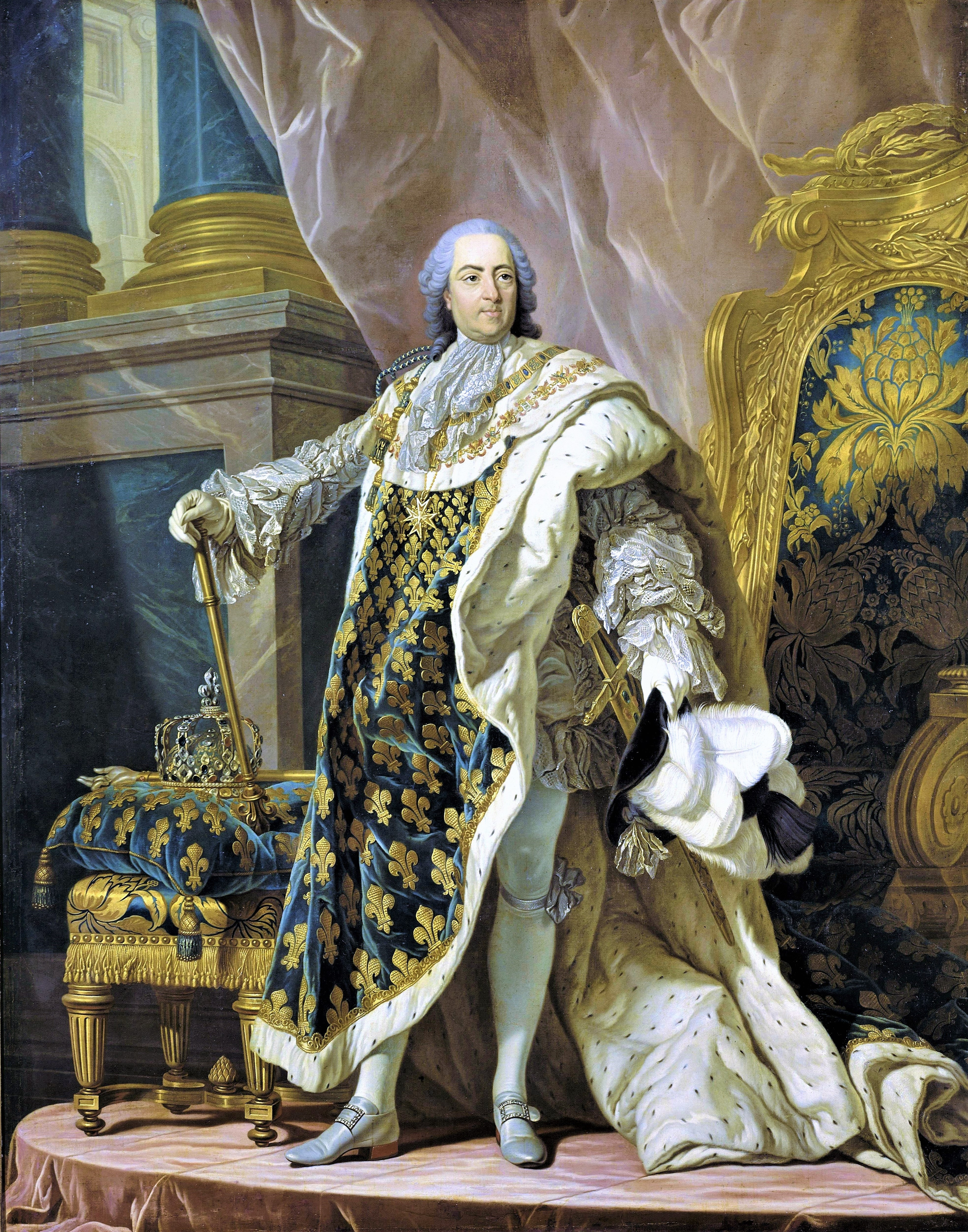
Luís XV de França

Luís XV foi o bisneto de Luís XIV e também é considerado o único herdeiro direto, vivo quando o Rei antecessor idoso morreu em 1715. Seu reinado comparado ao seu bisavô Luís XIV foi muito mais tranquilo em guerras. Apesar de que durante o seu reinado ocorreram três Grandes Guerras. A primeira das Guerras de Luís foi a Guerra da Sucessão da Polônia em 1733. A segunda foi a Guerra da Sucessão Austríaca que se iniciou quando Maria Teresa da Áustria foi consagrada imperatriz do Sacro Império Romano-Germânico em 1740. O seu antecessor que era seu pai a tinha nomeado sua herdeira. Deste modo os outros estados europeus concordaram respeitar suas petições. Entretanto o jovem Rei prussiano Frederico II da Prússia ignorou as exigências, mais conhecido como a Pragmática Sanção que anexou partes da Sacro Império Romano-Germânico.

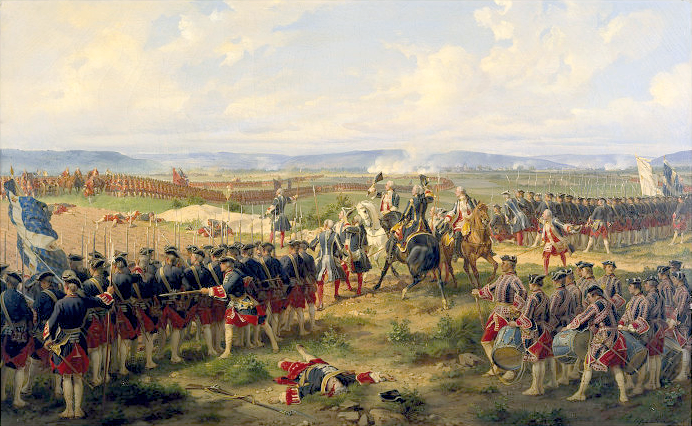
O exército francês junto aos seus aliados na Batalha de Fontenoy. Tropas francesas de azul, vermelho e branco

A Grã-Bretanha se juntou com Maria Teresa. Ao mesmo tempo Luís XV fingiu uma aliança com Frederico. Luís na época era apoiado por Carlos, que era um descendente de James II. Quando Carlos tentou invadir a Inglaterra com uma variedade de clãs. Os Aliados Pragmáticos derrotaram a França na Batalha Dettingen em 1741. Ao mesmo tempo os franceses venceram na Batalha de Fontenoy em 1745. Após a Guerras a situação voltou quase a mesma da anterior. Entretanto Luís XV ja estava preparando a situação para a Guerra dos Sete Anos, que se iniciou oficialmente em 1756. Neste mesmo ano a Prússia e a Áustria entram em Guerra. Então as tropas francesas foram vencidas na Batalha de Rossbach no ano de 1757. Enquanto isso como as batalhas na Europa, estavam grupos de ataque francos-canadenses milicianos e indígenas atacaram acampamentos Ingleses na América do Norte. Atualmente está Guerra é conhecida como a Guerra Franco-Indígena que foi a última entre as quatro ocorridas na América do Sul, que teve reflexos na Europa. Entretanto no ano de 1759 os britânicos haviam sido enviados para uma ofensiva militar na América e conquistou a cidade Quebec, que na época era capital da Colônia Francesa. Outras Guerras ocorreram no Subcontinente indiano na época durante o reinado de Luís XV. Durante a Guerra da Sucessão Austríaca, o exército francês conquistaram cidades da Índia. Mas os aliados da França foram vencidos pelo exército britânico em 1756. Basicamente a Guerra dos Sete Anos foi bem difícil para as tropas francesas, no ano de 1763 foram obrigadas a assinar um acordo desfavorável.

### Colapso político do Exército Real Francês

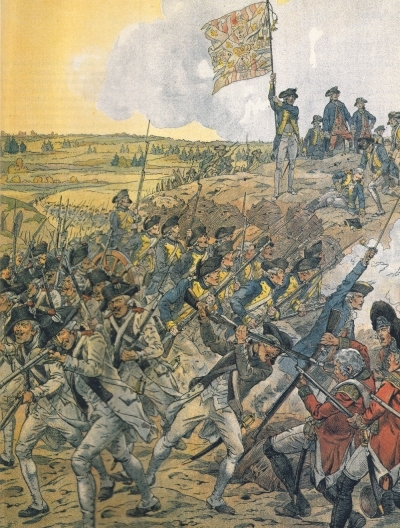
Tropas francesas durante o Cerco de Yorktown

Em 1775 as colônias britânicas na América do Norte se revoltaram contra a Grã-Bretanha, a França na época ofereceu um apoio limitado. Entretanto, logo após decisiva vitória norte-americana na Batalha de Saratoga, o Rei Luís XVI permitiu que uma tropa fizesse uma expedição que estava sob a liderança de Conde de Rochambeaua viajar até os norte-americanos revolucionários da época para dar apoio militar a eles. As tropas expedicionárias fizeram parte da Batalha de Yorktown em, 1781 que deu resultado a independência dos Estados Unidos.
Na década de 1780, a igualdade política no Reino da França que havia desequilibrado. Os aristocratas haviam sido desprezados pela classe média, que não tinha quase nada para comer e muita pouca liberdade de expressão e direito político. Muitos dos generais e comandantes franceses simpatizavam com a burguesia e as classes mais baixas e então em 1789 muitos oficiais e suas tropas se amotinaram contra  governo. O regimento Gardes Françaises, que na época era a força de elite da Guarda Real Francesa estavam entre as tropas do motim. Alguns dos Soldados do Garden estavam presentes na multidão cheia de franceses em 14 de julho de 1789 na Tomada da Bastilha, na época a Fortaleza de Bastilha Medieval que também era Prisão era para muitos franceses o símbolo da repressão política. Os poderes do Rei Luís XVI foram diminuídos pela Assembleia Nacional, que permitiu a criação da Guarda Nacional Francesa que se propositava em servir de contrapeso para o Exército Real Francês. O Exército se enfraqueceu logo após os fuga de Oficiais aristocratas praticamente 75% dos cargos militares. Mas então o estável governo organizou um nova força militar terrestre que era o Exército Revolucionário francês entre os anos de 1791 á 1792. Líderes novos foram eleitos democraticamente e toda a estrutura legislativa do exército foi alterada. O jovem Exército Revolucionário francês teve então sua grande Prova durante a Batalha de Valmy, no ano de 1792, um exército Austro-prussiano invadiu a França, com o intuito de restaurar os poderes de volta ao Rei e a Casa de Bourbon. No entanto o mais novo Exército Revolucionário francês que sucedeu o Exército Real francês foi leal a Primeira República Francesa.

### Primeira Restauração Francesa daCasa de Bourbon

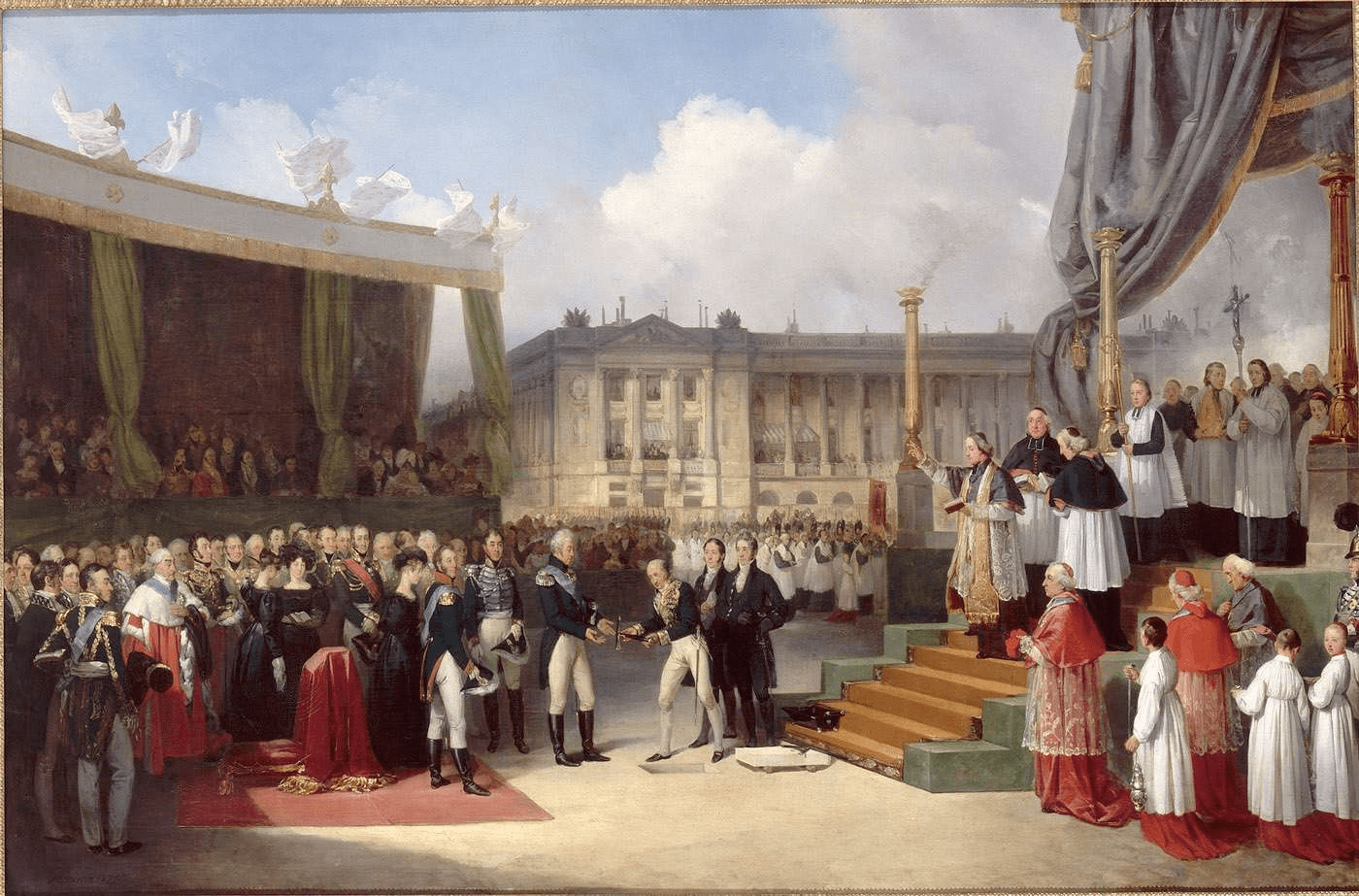
Inauguração do monumento à memória de Louis XVI por Charles X (óleo de Joseph Beaume).

Em 1793 o Rei da França Luís XVI foi guilhotinado, junto com vários outros aristocratas. Em 1800, a Primeira República Francesa declarou guerra contra boa parte dos países da Europa. Mas a República havia preparado um estilo de Governo fraco que foi derrubado por um Golpe de Estado, conhecido como o Golpe de 18 de Brumário que foi efetuado pelo General Napoleão Bonaparte, que depois se auto-consagrou Imperador da França. Entretanto em 1814 os exércitos britânicos, russos, prussiano e austríaco invadiram a França, cujo Império se estendeu por quase toda a Europa. Mas então, após a Campanha na Rússia, Napoleão invadiu Moscou mas, no final, a Campanha foi um desastre e Napoleão foi forçado a abdicar para o irmão do Rei Luís XVI, Luís XVIII. Durante o Reinado de Luís XVIII não houve grandes mudanças no exército. Entretanto quando Napoleão retornou do exílio na Ilha de Elba em 1815, a maior parte do exército se uniu a Napoleão.

### Segunda Restauração Francesa daCasa de BourboneRevolução de Julho

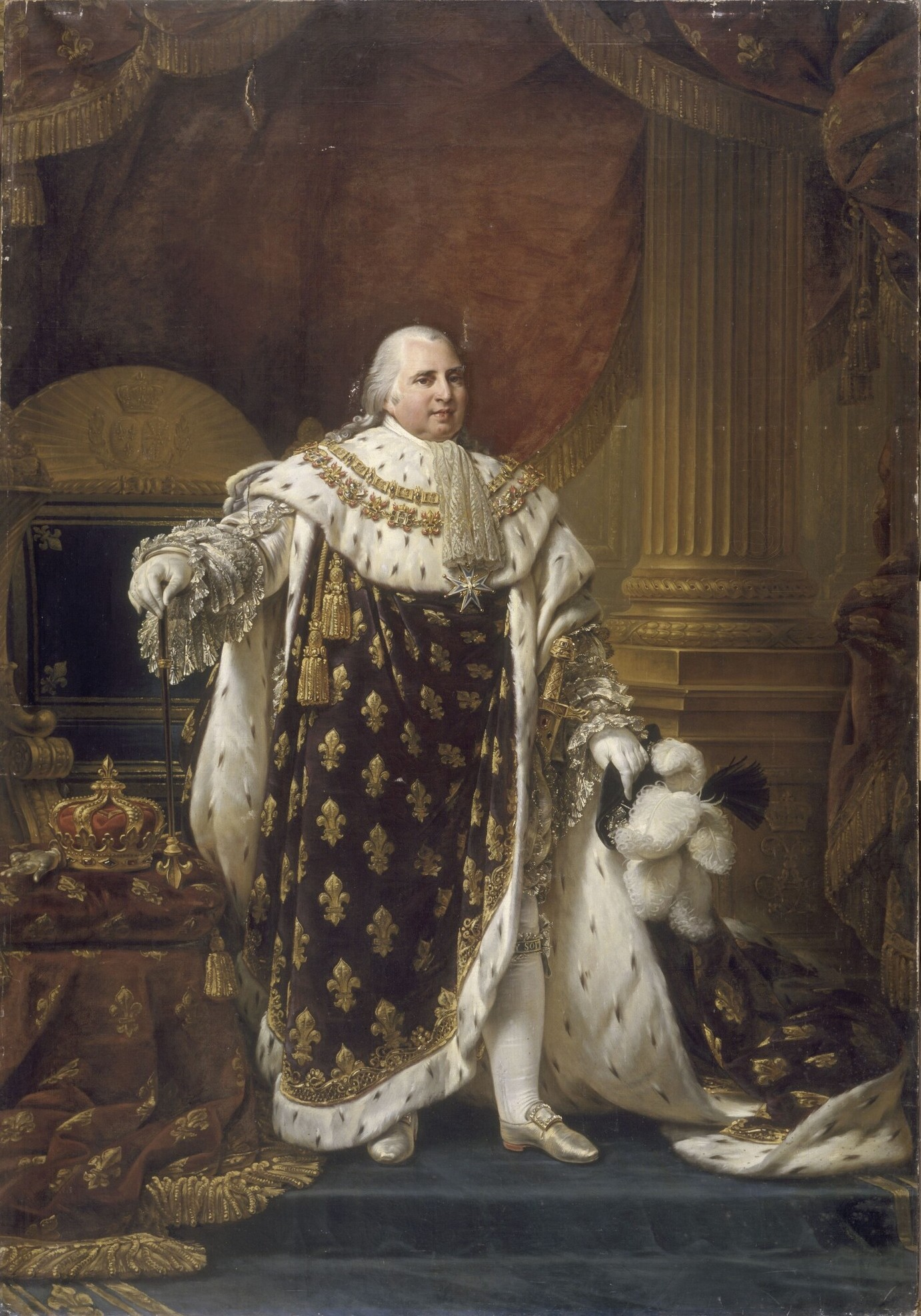
Louís XVIII de França

Em 1815 um Exército Aliado comandado pelo veterano General Arthur Wellesley, 1º Duque de Wellington e pelo Marechal de campo Gebhard Leberecht von Blücher derrotaram o Imperador da França Napoleão Bonaparte na Batalha de Waterloo e logo após a queda de Napoleão os Aliados deram o trono da França a Luís XVIII. Durante o governo de Luís foram nomeados novos oficiais de origem aristocrática no Exército Real. Após a Primeira Restauração da Casa de Bourbon Luís XVIII já havia perdido muita parte de sua moral pública. Em 1823 tropas francesas foram enviadas para uma expedição com o objetivo de apoiar as tropas espanholas que eram leais ao Rei Bourbon da Espanha, na época em que o trono de Fernando VII estava em perigo para um golpe político. Em 1830, o irmão de Luís XVIII, O Carlos X foi coroado Rei da França após a morte de Luís em 1824. Em 1830 Carlos foi deposto pela Revolução de Julho. O Exército Real participou pouco dos combates, então o primo do Rei, o Duque de Orleães foi consagrado Luís Filipe I o Rei da França. Então o Exército passou a sua lealdade para Luís Felipe e para a Dinastia de Orleães. Em 1848 a Luís Filipe é derrubado e então o Exército troca sua lealdade para a Segunda República Francesa.

## Guerras em que o Exército participou
- Guerra Anglo-Espanhola (1654-1660)

- Guerra de Devolução (1667-1668)

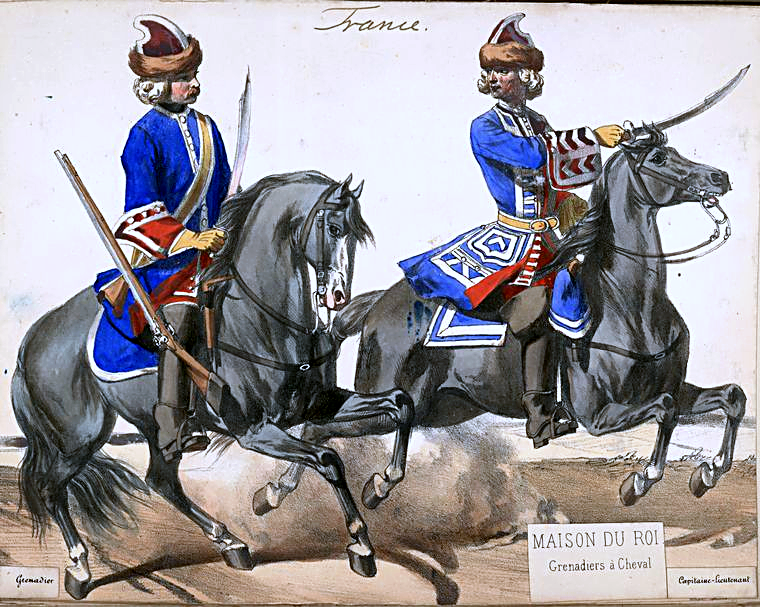
Granadeiros de Luís XV da Guerra da Sucessão da Polônia

- Guerra Franco-Holandesa (1672-1678)

- Guerra dos Nove Anos (1689-1697)

- Guerra da Sucessão Espanhola (1701-1714)

- Guerra da Sucessão da Polônia (1733-1738)

- Guerra da Sucessão Austríaca (1740-1748)

- Guerra dos Sete Anos (1756-1763)

- Guerra da Independência dos Estados Unidos (1779-1783)

- Guerras revolucionárias francesas (1789-1792)

- Invasão francesa da Espanha (1823)

## Principais batalhas

### Guerra Anglo-Espanhola
- Batalha das Dunas(1658)

### Guerra Franco-Holandesa
- Batalha de Saint-Denis (1678)

### Guerra dos Nove Anos
- Cerco de Namur (1692)
- Batalha de Steenkerque (1692)
- Cerco de Namur (1695)

### Guerra da Sucessão Espanhola
- Batalha de Luzzara (1702)
- Batalha de Blenheim (1704)
- Batalha de Ramillies 1706)
- Batalha de Oudenaarde (1708)
- Batalha de Malplaquet (1708)

### Guerra da Sucessão da Polônia
- Cerco de Danzig (1734)
- Batalha de Guastalla (1734)

### Guerra da Sucessão Austríaca
- Batalha de Dettingen (1740)
- Batalha de Fontenoy (1745)

### Guerra dos Sete AnoseGuerra Franco-Indígena
- Batalha de Monongahelas (1756)
- Batalha de Ticonderoga (1758)
- Batalha de Minden (1759)
- Batalha de Quebec (1759)

### Guerra da Independência dos Estados Unidos
- Batalha de Yorktown (1781)

### Revolução FrancesaouGuerras revolucionárias francesas
- Batalha de Valmy(1792)
- Batalha de Trocadoro (1823)

## Generais e comandantes notáveis
- Duque de Angoulême foi o filho do Rei Carlos X de França e também foi o general comandante da invasão francesa da Espanha.
- Victor François, segundo duque de Broglie foi um Marechal de campo Francês durante o reinado dos Reis Luís XV e Luís XVI que durante a Revolução Francesa foi forçado a deixar a França.
- Jaime Fitz-James, duque de Berwick foi o filho ilegítimo do Rei Jaime II de Inglaterra, em 1668 James fugiu da França. James foi general entre os reinados de Luís XIV e Luís XV. Foi morto durante a Guerra da Sucessão da Polônia.
- Luís II de Bourbon-Condé foi um general francês durante o reinado de Luís XIV, durante a Revolução Francesa ele foi preso e exilado. Comandou as tropas espanholas e francesas durante a Guerra Anglo-Espanhola.
- Luís de Buade foi o Conde de Frontenac et Palluau. Foi Marechal francês sob o governo de Luís XIV e foi eleito duas vezes Governador-geral da Nova França.
- Gilbert du Motier foi o Marquês de Fayette, oficial júnior do exército francês e também oficial do Exército Continental, basicamente durante a Guerra da Independência dos Estados Unidos. Comandou a Guarda Nacional durante a Revolução Francesa, 1830 ele foi um grande defensor da Revolução de Julho.
- Luís XIV de França foi o rei da França na segunda metade do século XVII. Apesar de ele nunca ter comandado o exército em campo de Batalha e defendia politicamente as forças armadas.
- François-Henri de Montmorency foi o Duque de Luxemburgo, Comandante do Exército de Flandres durante a época da Guerra dos Nove Anos.
- Nicolas Charles Oudinot foi o Marechal sob o Primeiro Império Francês e o reinado de Napoleão Bonaparte e foi o General durante a Invasão francesa da Espanha.
- Jean-Baptiste Donatien de Vimeur foi o Conde de Rochambeau, comandou as tropas expedicionárias na América do Norte e foi general durante a Guerra da Independência dos Estados Unidos.
- Maurice foi o Conde de Saxe, Marechal Francês sob o reinado de Luís XV e General durante a Guerra da Sucessão Austríaca.
- Camille d'Hostun foi o duque de Tallard, Marechal de França comandou tropas francesas e se opôs politicamente ao Duque de Marlborough.
- François de Neufville foi o duque de Villeroi, General francês e foi o comandante da França durante a Batalha de Ramillies no ano de 1706 na Guerra da Sucessão Espanhola. Foi um governador sob o governo do na época jovem Rei Luís XV de França. Ele se opôs ao Regente Filipe II, Duque d'Orleães e então foi condenado ao exílio perpétuo.
- Luís José foi Duque de Vendôme e general durante a Guerra da Sucessão Espanhola.
- Sébastien Le Prestre de Vauban foi o Marechal da França sob o governo de Luís XIV de França e foi o engenheiro chefe militar da França e era um estrategista especialista em cerco.

## Estilo de Uniformes

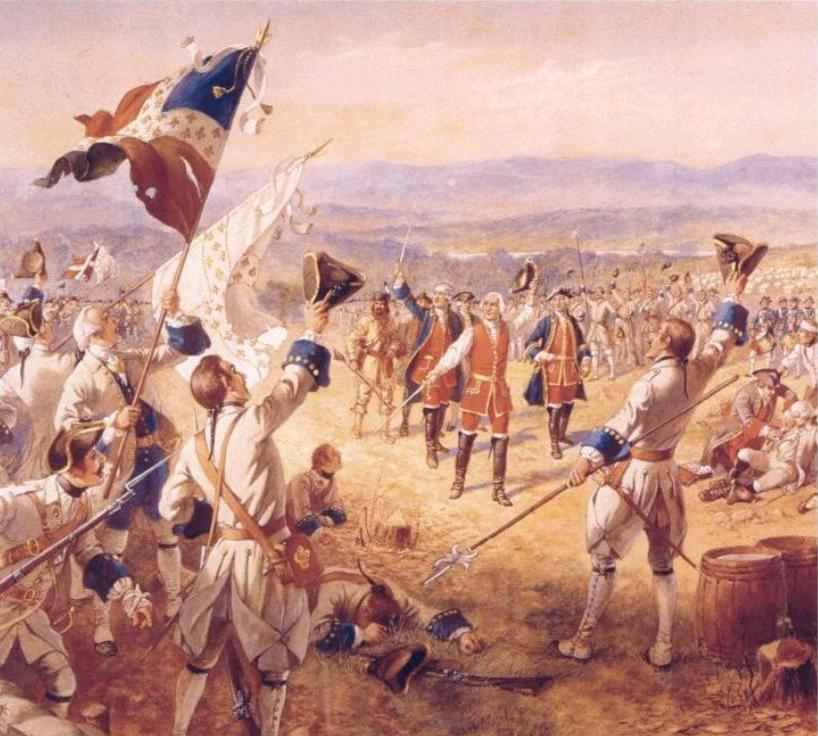
Tropas Francesas na Batalha Ticonderoga na data de 1758 utilizando uniformes brancos

Desde o ano de 1652 ao ano de 1685, não usavam roupas especificadas. Os primeiros uniformes utilizados pelo Exército Real foram em 1685. Os guardas regimento usavam roupas de cor azul. A Infantaria regular usava branco-acinzentado. Os Guardas Suíços mercenários usavam vermelho e azul. Só então em 1690 durante a Guerra dos Nove Anos a cada regimento ganhou seu uniforme, ja que antes apenas partes do Exército tinha uniformes. Apenas 88 regimentos usavam usavam roupas de cor cinza e as guarnições de vermelho. Cerca de 14 regimentos principescas utilizavam uniformes azuis. Mas apenas em 1704 normas foram criadas para especificar o estilo das roupas. Especificamente muitos Granadeiros usavam chapeis Ticorme e os fuzileiros. Invés de uma mitra ou uniforme de pele. A Pele de urso se iniciou a utilização em 1770. Em 1793 então teve a mudança do uniforme branco e azul. Apenas uniformes azuis foram mantidos logo após a Restauração da Casa de Bourbon, mas elas foram modernizadas para se igualizar as vestimentas da época.

## Armamento militar
O armamento utilizado pelo Exército Real francês era o mesmo usado pelos exércitos dos séculos XVII e XVIII. O exército era preparado com mosquetes. Entretanto anos depois o fuzil se tornou armas padrões. As armas pike foram utilizadas pelo Exército francês inicialmente na reinado de Luís XIV.

## Modo de recrutamento
O Alistamento militar foi um dos modos feitos de recrutamento da Exército Real. Mas em certas ocasiões o recrutamento era feito para trazer voluntários para o exército. Muitos dos recrutamentos iniciados pelo Governo invadiam residências, Igrejas e casas religiosas com o intuito de utilizar homens com idade para a guerra.

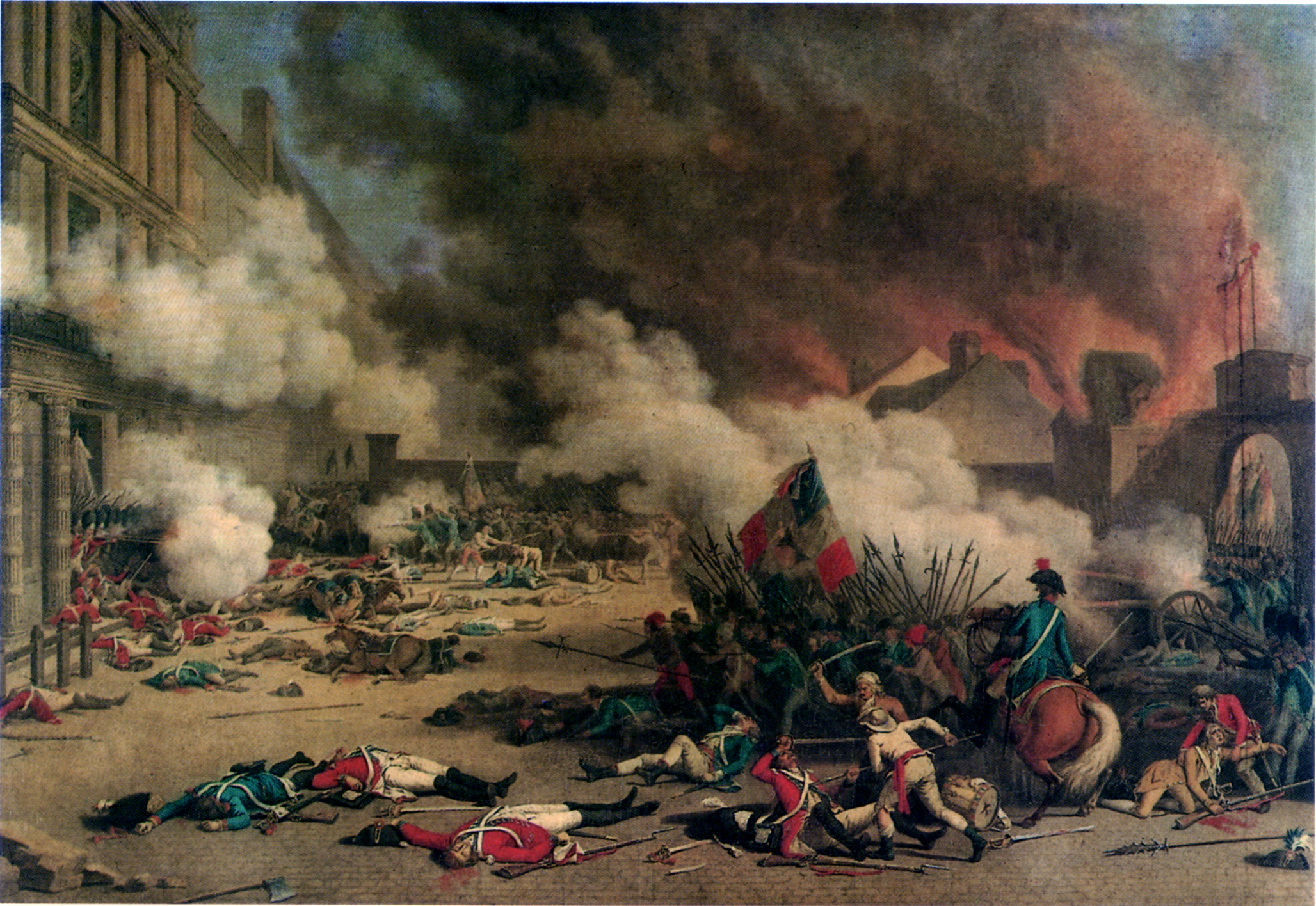
Massacre da Guarda Suíça francesa, 1792

## Recrutamento da Guarda Suíça francesa
A Guarda Suíça da França era um destacamento militar de origem mercenárias suíças. Os mercenários suíços foram recrutados para O Exército Real francês e então foram denominados Guarda Suíça. No motim de 10 de agosto de 1792, os membros apoiantes da Revolução Francesa, entre eles soldados da Guarda Nacional de Paris, invadiram o Palácio das Tulherias. O Rei Luís XVI fugiu com toda a sua família da França. Mas após uma rápida batalha os Guardas Suíços foram massacrados pela multidão armada. Poucos Guardas incluindo o comandante foram presos e depois guilhotinados.